# لاري ستيوارت (كرة سلة)
لاري ستيوارت (بالإنجليزية: Larry Stewart) مواليد 21 سبتمبر 1968 في فيلادلفيا، هو لاعب كرة سلة أمريكي معتزل. بدأ مسيرته الاحترافية في سنة 1991. يبلغ طوله 6 قدم 8 بوصة (2.0 م). اعتزل اللعب في 2008.

## المسيرة الاحترافية
لعب مع واشنطن ويزاردز من سنة 1991 إلى 1995، ثم لعب مع باسكت سرقسطة 2002 في الدوري الإسباني في موسم 1995–1996، ثم لعب مع سياتل سوبرسونيكس في موسم 1996–1997، ثم لعب مع غلطة سراي لكرة السلة في الدوري التركي في موسم 1997–1998، ثم لعب مع نادي سانت جوسيب لكرة السلة في الدوري الإسباني من سنة 1998 إلى 2001، ثم لعب مع نادي قصرش لكرة السلة في موسم 2001–2002.

## روابط خارجية
- لاري ستيوارت على موقع إن بي أي (الإنجليزية)
- لاري ستيوارت على موقع سبورتس رفرنس (الإنجليزية)
- لاري ستيوارت على موقع الدوري الإسباني لكرة السلة (الإسبانية)
- لاري ستيوارت على موقع كرة السلة الأوروبية.كوم (الإنجليزية)
- لاري ستيوارت على موقع كلية كرة السلة في سبورتس رفرنس.كوم (الإنجليزية)
- لاري ستيوارت على موقع ريلجم (الإنجليزية)
- لاري ستيوارت على موقع بروبوليرز (الإنجليزية)
- لاري ستيوارت على موقع سبورتس رفرنس (الإنجليزية)